# Fighting Gold
「Fighting Gold」（ファイティング・ゴールド）は、Coda（小田和奏）のシングル。2018年11月14日にワーナー・ホーム・ビデオから発売された。

## 概要
前作「BLOODY STREAM」からおよそ5年10か月ぶりとなるシングル。
表題曲「Fighting Gold」は、テレビアニメ『ジョジョの奇妙な冒険』Parte5 黄金の風のオープニングテーマに起用された。ディスクジャケットには、『黄金の風』の主人公ジョルノ・ジョバァーナとそのスタンドであるゴールド・エクスペリエンスが描かれている。
10月13日には各種配信サイトより表題曲「Fighting Gold」が先行配信された。
アニメシリーズにおけるプロデューサーの大森啓幸は、「第5部の「人の命のやり取り」を強く感じさせるところに、第2部のような雰囲気を感じたんです。そこで自分も今回は「初心に戻ろう」と思いまして、まず曲のイメージを考えるよりも先に、第2部のOPテーマを歌ったCodaさんと、曲を作っていただいた大森俊之さんにお願いしようと決めていたんです」と2人を起用した理由について語っている。

## 収録曲
1. Fighting Gold [4:13]
  - 作詞：及川眠子、作曲・編曲：大森俊之
  - テレビアニメ『ジョジョの奇妙な冒険』Parte5 黄金の風オープニングテーマ
  - 大森曰く、「サウンド的には、駆け抜けていく若者のような疾走感と、恵まれてない環境の中でもしっかり前を向く意志を表現できればと思っていたので、俊之さんには「疾走感と力強さが欲しい」というお話をしました[4]」とのこと。
  - 演奏はヴィジュアル系ロックバンドDuelJewelである。
2. Fighting Gold -English Ver.- [4:13]
  - 英語詞 : 竹中あこ
  - Codaは、「今回の英詞を書いていただいたバイリンガルの竹中さんと、シンガー活動もされてるイギリス人の方に発音の仕方を教えていただいたんです。まず口の開き方からレクチャーを受けて、英語を母国語としている人が聴いても意味が伝わるように頑張りました[4]」と語る。
3. Fighting Gold（Instrumental） [4:14]